# 因扎維諾區

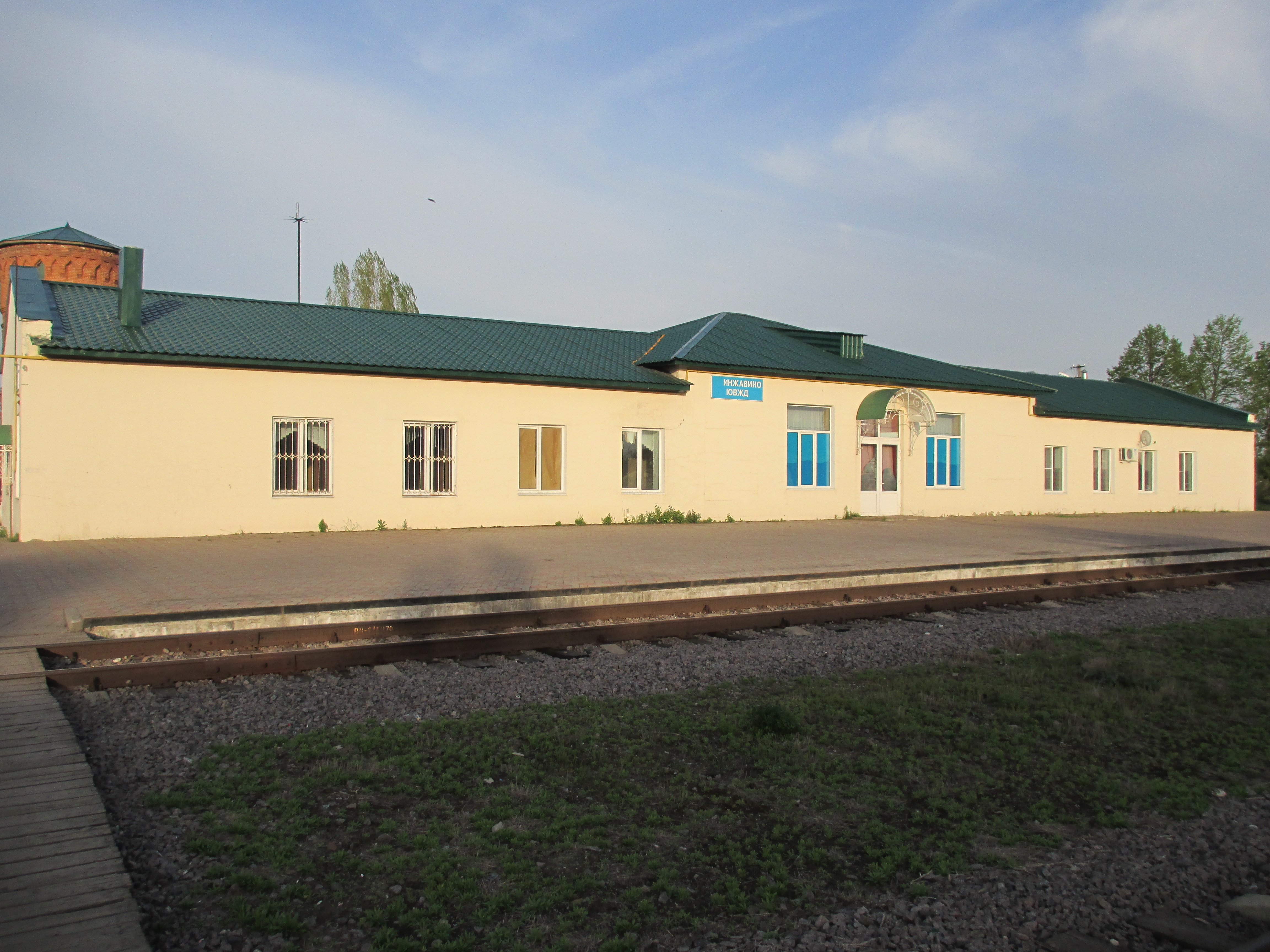

52°19′N 42°30′E / 52.317°N 42.500°E
因扎維諾區（俄语：Инжавинский район），是俄羅斯的一個區，位於該國西部，由坦波夫州負責管轄，面積1,830平方公里，2010年該區人口23,184，人口密度每平方公里12.67人。